# Clásica de Almería 2022
Clásica de Almería 2022 var den 37. udgave af det spanske cykelløb Clásica de Almería. Det blev kørt på en 188,2 km lang rute den 13. februar 2022 med start i El Ejido og mål på Avenida Juan Carlos I i Roquetas de Mar i Almería. Løbet var en del af UCI ProSeries 2022. Det blev vundet af norske Alexander Kristoff fra Intermarché-Wanty-Gobert Matériaux.

## Resultater
| \| Samlede stilling \| Samlede stilling \| Samlede stilling \| Samlede stilling \| Samlede stilling \| \| Rytter \| Rytter \| Hold \| Tid \| \| \| ---------------- \| --------------------- \| ---------------------------------- \| ---------------- \| ---------------- \| \| 1. \| Alexander Kristoff \| Intermarché-Wanty-Gobert Matériaux \| 4t 22' 39" \| \| \| 2. \| Nacer Bouhanni \| Arkéa-Samsic \| + 0" \| \| \| 3. \| Giacomo Nizzolo \| Israel-Premier Tech \| + 0" \| \| \| 4. \| Stanisław Aniołkowski \| Bingoal Pauwels Sauces WB \| + 0" \| \| \| 5. \| Sebastián Molano \| UAE Team Emirates \| + 0" \| \| \| 6. \| Simone Consonni \| Cofidis \| + 0" \| \| \| 7. \| Marijn van den Berg \| EF Education-EasyPost \| + 0" \| \| \| 8. \| Jules Hesters \| Sport Vlaanderen-Baloise \| + 0" \| \| \| 9. \| Vincenzo Albanese \| Eolo-Kometa \| + 0" \| \| \| 10. \| Max Kanter \| Movistar Team \| + 0" \| \| |                       |                                    |            |
| |                       |                                    |            |
| Kilde: ProCyclingStats |                       |                                    |            |
| Samlede stilling |                       |                                    |            |
| Rytter | Rytter                | Hold                               | Tid        |
| 1. | Alexander Kristoff    | Intermarché-Wanty-Gobert Matériaux | 4t 22' 39" |
| 2. | Nacer Bouhanni        | Arkéa-Samsic                       | + 0"       |
| 3. | Giacomo Nizzolo       | Israel-Premier Tech                | + 0"       |
| 4. | Stanisław Aniołkowski | Bingoal Pauwels Sauces WB          | + 0"       |
| 5. | Sebastián Molano      | UAE Team Emirates                  | + 0"       |
| 6. | Simone Consonni       | Cofidis                            | + 0"       |
| 7. | Marijn van den Berg   | EF Education-EasyPost              | + 0"       |
| 8. | Jules Hesters         | Sport Vlaanderen-Baloise           | + 0"       |
| 9. | Vincenzo Albanese     | Eolo-Kometa                        | + 0"       |
| 10. | Max Kanter            | Movistar Team                      | + 0"       |

## Hold og ryttere
| UCI WorldTeams (9)- AG2R Citroën Team - Astana Qazaqstan Team - Bora-Hansgrohe - EF Education-EasyPost - Intermarché-Wanty-Gobert Matériaux - Israel-Premier Tech - UAE Team Emirates - Cofidis - Movistar Team UCI ProTeams (11)- Sport Vlaanderen-Baloise - Drone Hopper-Androni Giocattoli - Human Powered Health - Euskaltel-Euskadi - Arkéa-Samsic - Burgos-BH - Caja Rural-Seguros RGA - Equipo Kern Pharma - Eolo-Kometa - TotalEnergies - Bingoal Pauwels Sauces WB |
| |

### Danske ryttere
| Danske ryttere på startlisten |                  |                |           |
| Rygnummer                     | Rytter           | Hold           | Placering |
| 17                            | Frederik Wandahl | Bora-Hansgrohe | 82        |

* DNF = gennemførte ikke

### Startliste
| Israel-Premier Tech IPT | Israel-Premier Tech IPT  | Israel-Premier Tech IPT |
| ----------------------- | ------------------------ | ----------------------- |
| Nr.                     | Rytter                   | Placering               |
| 1                       | Giacomo Nizzolo (ITA)    | 3.                      |
| 2                       | Alexander Cataford (CAN) | 95.                     |
| 3                       | Jenthe Biermans (BEL)    | 69.                     |
| 4                       | Alex Dowsett (GBR)       | 88.                     |
| 7                       | Rick Zabel (GER)         | 22.                     |

| Bora-Hansgrohe BOH | Bora-Hansgrohe BOH      | Bora-Hansgrohe BOH |
| ------------------ | ----------------------- | ------------------ |
| Nr.                | Rytter                  | Placering          |
| 11                 | Luis-Joe Lührs (GER)    | 13.                |
| 12                 | Jonas Koch (GER)        | DNF                |
| 14                 | Anton Palzer (GER)      | 61.                |
| 15                 | Nils Politt (GER)       | 15.                |
| 16                 | Lukas Pöstlberger (AUT) | 111.               |
| 17                 | Frederik Wandahl (DEN)  | 82.                |

| Caja Rural-Seguros RGA CJR | Caja Rural-Seguros RGA CJR | Caja Rural-Seguros RGA CJR |
| -------------------------- | -------------------------- | -------------------------- |
| Nr.                        | Rytter                     | Placering                  |
| 21                         | Orluis Aular (VEN)         | 31.                        |
| 22                         | Aritz Bagües (ESP)         | 33.                        |
| 23                         | David González López (ESP) | 18.                        |
| 24                         | Iúri Leitão (POR)          | 99.                        |
| 25                         | Sergio Martín (ESP)        | 39.                        |
| 26                         | Michal Schlegel (CZE)      | 50.                        |
| 27                         | Jon Barrenetxea (ESP)      | 43.                        |

| Bingoal Pauwels Sauces WB BWB | Bingoal Pauwels Sauces WB BWB | Bingoal Pauwels Sauces WB BWB |
| ----------------------------- | ----------------------------- | ----------------------------- |
| Nr.                           | Rytter                        | Placering                     |
| 31                            | Stanisław Aniołkowski (POL)   | 4.                            |
| 32                            | Rémy Mertz (BEL)              | 17.                           |
| 33                            | Kenny Molly (BEL)             | 71.                           |
| 34                            | Arjen Livyns (BEL)            | 85.                           |
| 35                            | Dimitri Peyskens (BEL)        | 73.                           |
| 36                            | Marco Tizza (ITA)             | 89.                           |
| 37                            | Michiel Lambrecht (BEL)       | 60.                           |

| Intermarché-Wanty-Gobert Matériaux IWG | Intermarché-Wanty-Gobert Matériaux IWG | Intermarché-Wanty-Gobert Matériaux IWG |
| -------------------------------------- | -------------------------------------- | -------------------------------------- |
| Nr.                                    | Rytter                                 | Placering                              |
| 41                                     | Alexander Kristoff (NOR)               | 1.                                     |
| 42                                     | Dimitri Claeys (BEL)                   | 81.                                    |
| 43                                     | Andrea Pasqualon (ITA)                 | 66.                                    |
| 44                                     | Barnabás Peák (HUN)                    | 49.                                    |
| 45                                     | Adrien Petit (FRA)                     | 25.                                    |
| 46                                     | Taco van der Hoorn (NED)               | 87.                                    |
| 47                                     | Théo Delacroix (FRA)                   | DNF                                    |

| Movistar Team MOV | Movistar Team MOV           | Movistar Team MOV |
| ----------------- | --------------------------- | ----------------- |
| Nr.               | Rytter                      | Placering         |
| 51                | Imanol Erviti (ESP)         | 47.               |
| 52                | Johan Jacobs (SUI)          | 26.               |
| 53                | Max Kanter (GER)            | 10.               |
| 54                | Oier Lazkano (ESP)          | 109.              |
| 55                | Abner González (PUR)        | 78.               |
| 56                | Vinicius Rangel Costa (BRA) | 27.               |
| 57                | Sergio Samitier (ESP)       | 37.               |

| Cofidis COF | Cofidis COF           | Cofidis COF |
| ----------- | --------------------- | ----------- |
| Nr.         | Rytter                | Placering   |
| 61          | Tom Bohli (SUI)       | 34.         |
| 62          | André Carvalho (POR)  | 77.         |
| 64          | Davide Cimolai (ITA)  | 91.         |
| 65          | Simone Consonni (ITA) | 6.          |
| 66          | José Herrada (ESP)    | 35.         |
| 67          | Jelle Wallays (BEL)   | 32.         |

| TotalEnergies TEN | TotalEnergies TEN        | TotalEnergies TEN |
| ----------------- | ------------------------ | ----------------- |
| Nr.               | Rytter                   | Placering         |
| 71                | Juraj Sagan (SVK)        | 65.               |
| 72                | Niccolò Bonifazio (ITA)  | 11.               |
| 74                | Cristián Rodríguez (ESP) | 59.               |
| 77                | Dries Van Gestel (BEL)   | 77.               |

| Sport Vlaanderen-Baloise SVB | Sport Vlaanderen-Baloise SVB | Sport Vlaanderen-Baloise SVB |
| ---------------------------- | ---------------------------- | ---------------------------- |
| Nr.                          | Rytter                       | Placering                    |
| 81                           | Gilles De Wilde (BEL)        | 112.                         |
| 82                           | Aaron Verwilst (BEL)         | 46.                          |
| 83                           | Jules Hesters (BEL)          | 8.                           |
| 84                           | Vito Braet (BEL)             | DNF                          |
| 85                           | Tuur Dens (BEL)              | 94.                          |
| 86                           | Milan Fretin (BEL)           | 16.                          |
| 87                           | Ruben Apers (BEL)            | 100.                         |

| UAE Team Emirates UAD | UAE Team Emirates UAD      | UAE Team Emirates UAD |
| --------------------- | -------------------------- | --------------------- |
| Nr.                   | Rytter                     | Placering             |
| 91                    | Sebastián Molano (COL)     | 5.                    |
| 92                    | Andrés Camilo Ardila (COL) | 79.                   |
| 93                    | Alessandro Covi (ITA)      | 56.                   |
| 94                    | Vegard Stake Laengen (NOR) | 86.                   |
| 95                    | Brandon McNulty (USA)      | 92.                   |
| 96                    | Matteo Trentin (ITA)       | 24.                   |

| Burgos-BH BBH | Burgos-BH BBH                  | Burgos-BH BBH |
| ------------- | ------------------------------ | ------------- |
| Nr.           | Rytter                         | Placering     |
| 111           | Manuel Peñalver (ESP)          | 98.           |
| 112           | Pelayo Sánchez (ESP)           | DNF           |
| 113           | Jesús Ezquerra (ESP)           | 30.           |
| 114           | Óscar Pelegrí (ESP)            | 14.           |
| 115           | Juan Antonio López-Cózar (ESP) | DNF           |
| 116           | Ángel Madrazo (ESP)            | 42.           |
| 117           | Ander Okamika (ESP)            | 62.           |

| Human Powered Health HPM | Human Powered Health HPM | Human Powered Health HPM |
| ------------------------ | ------------------------ | ------------------------ |
| Nr.                      | Rytter                   | Placering                |
| 121                      | Stephen Bassett (USA)    | 21.                      |
| 122                      | Nathan Brown (USA)       | DNF                      |
| 123                      | Gavin Mannion (USA)      | 83.                      |
| 125                      | Chad Haga (USA)          | 84.                      |
| 126                      | Ben King (USA)           | 90.                      |

| EF Education-EasyPost EFE | EF Education-EasyPost EFE | EF Education-EasyPost EFE |
| ------------------------- | ------------------------- | ------------------------- |
| Nr.                       | Rytter                    | Placering                 |
| 131                       | Marijn van den Berg (NED) | 7.                        |
| 132                       | Ben Healy (IRL)           | 101.                      |
| 133                       | Hideto Nakane (JPN)       | 102.                      |
| 134                       | Sean Quinn (USA)          | 110.                      |
| 135                       | Thomas Scully (NZL)       | 93.                       |
| 136                       | Georg Steinhauser (GER)   | 70.                       |
| 137                       | Julius van den Berg (NED) | 97.                       |

| Equipo Kern Pharma EKP | Equipo Kern Pharma EKP      | Equipo Kern Pharma EKP |
| ---------------------- | --------------------------- | ---------------------- |
| Nr.                    | Rytter                      | Placering              |
| 141                    | Álex Jaime (ESP)            | 23.                    |
| 142                    | Jordi López (ESP)           | 72.                    |
| 143                    | Vojtěch Řepa (CZE)          | 96.                    |
| 144                    | Savva Novikov (RUS)         | 41.                    |
| 145                    | Diego López (ESP)           | 54.                    |
| 146                    | Sergio Araiz (ESP)          | 55.                    |
| 147                    | Eugenio Sánchez López (ESP) | 58.                    |

| Astana Qazaqstan Team AST | Astana Qazaqstan Team AST    | Astana Qazaqstan Team AST |
| ------------------------- | ---------------------------- | ------------------------- |
| Nr.                       | Rytter                       | Placering                 |
| 151                       | Valerio Conti (ITA)          | DNF                       |
| 152                       | Jevgenij Fedorov (KAZ)       | 29.                       |
| 153                       | Dmitrij Gruzdev (KAZ)        | DNF                       |
| 154                       | Jurij Natarov (KAZ)          | 45.                       |
| 155                       | Nurbergen Nurlykhassym (KAZ) | 36.                       |
| 157                       | Davide Martinelli (ITA)      | 12.                       |

| Euskaltel-Euskadi EUS | Euskaltel-Euskadi EUS    | Euskaltel-Euskadi EUS |
| --------------------- | ------------------------ | --------------------- |
| Nr.                   | Rytter                   | Placering             |
| 161                   | Juan José Lobato (ESP)   | 19.                   |
| 162                   | Xabier Azparren (ESP)    | 105.                  |
| 163                   | Antonio Jesús Soto (ESP) | 20.                   |
| 164                   | Txomin Juaristi (ESP)    | 74.                   |
| 165                   | Xabier Isasa (ESP)       | 38.                   |
| 166                   | Iker Ballarin (ESP)      | 63.                   |
| 167                   | Asier Etxeberria (ESP)   | 80.                   |

| Drone Hopper-Androni Giocattoli DRA | Drone Hopper-Androni Giocattoli DRA | Drone Hopper-Androni Giocattoli DRA |
| ----------------------------------- | ----------------------------------- | ----------------------------------- |
| Nr.                                 | Rytter                              | Placering                           |
| 171                                 | Juan Diego Alba (COL)               | 103.                                |
| 172                                 | Jhonatan Restrepo (COL)             | 28.                                 |
| 173                                 | Didier Merchán (COL)                | 108.                                |
| 174                                 | Brandon Rojas Vega (COL)            | 44.                                 |
| 175                                 | Daniel Muñoz (COL)                  | 53.                                 |
| 176                                 | Andrij Ponomar (UKR)                | 40.                                 |
| 177                                 | Ricardo Zurita (ESP)                | 107.                                |

| Eolo-Kometa EOK | Eolo-Kometa EOK         | Eolo-Kometa EOK |
| --------------- | ----------------------- | --------------- |
| Nr.             | Rytter                  | Placering       |
| 181             | Vincenzo Albanese (ITA) | 9.              |
| 182             | Lorenzo Fortunato (ITA) | 64.             |
| 183             | Francesco Gavazzi (ITA) | 51.             |
| 184             | Alejandro Ropero (ESP)  | 106.            |
| 185             | Mirco Maestri (ITA)     | 67.             |
| 186             | Diego Sevilla (ESP)     | 52.             |
| 187             | Daniel Viegas (POR)     | 104.            |

| Arkéa-Samsic ARK | Arkéa-Samsic ARK        | Arkéa-Samsic ARK |
| ---------------- | ----------------------- | ---------------- |
| Nr.              | Rytter                  | Placering        |
| 191              | Nacer Bouhanni (FRA)    | 2.               |
| 192              | Benjamin Declercq (BEL) | 75.              |
| 193              | Kévin Ledanois (FRA)    | DNF              |
| 194              | Donavan Grondin (FRA)   | 57.              |
| 195              | Daniel McLay (GBR)      | 68.              |
| 197              | Markus Pajur (EST)      | 76.              |
| 198              | Alessandro Verre (ITA)  | DNF              |

| Israel-Premier Tech IPT | Israel-Premier Tech IPT  | Israel-Premier Tech IPT |
| ----------------------- | ------------------------ | ----------------------- |
| Nr.                     | Rytter                   | Placering               |
| 1                       | Giacomo Nizzolo (ITA)    | 3.                      |
| 2                       | Alexander Cataford (CAN) | 95.                     |
| 3                       | Jenthe Biermans (BEL)    | 69.                     |
| 4                       | Alex Dowsett (GBR)       | 88.                     |
| 7                       | Rick Zabel (GER)         | 22.                     |

| Bora-Hansgrohe BOH | Bora-Hansgrohe BOH      | Bora-Hansgrohe BOH |
| ------------------ | ----------------------- | ------------------ |
| Nr.                | Rytter                  | Placering          |
| 11                 | Luis-Joe Lührs (GER)    | 13.                |
| 12                 | Jonas Koch (GER)        | DNF                |
| 14                 | Anton Palzer (GER)      | 61.                |
| 15                 | Nils Politt (GER)       | 15.                |
| 16                 | Lukas Pöstlberger (AUT) | 111.               |
| 17                 | Frederik Wandahl (DEN)  | 82.                |

| Caja Rural-Seguros RGA CJR | Caja Rural-Seguros RGA CJR | Caja Rural-Seguros RGA CJR |
| -------------------------- | -------------------------- | -------------------------- |
| Nr.                        | Rytter                     | Placering                  |
| 21                         | Orluis Aular (VEN)         | 31.                        |
| 22                         | Aritz Bagües (ESP)         | 33.                        |
| 23                         | David González López (ESP) | 18.                        |
| 24                         | Iúri Leitão (POR)          | 99.                        |
| 25                         | Sergio Martín (ESP)        | 39.                        |
| 26                         | Michal Schlegel (CZE)      | 50.                        |
| 27                         | Jon Barrenetxea (ESP)      | 43.                        |

| Bingoal Pauwels Sauces WB BWB | Bingoal Pauwels Sauces WB BWB | Bingoal Pauwels Sauces WB BWB |
| ----------------------------- | ----------------------------- | ----------------------------- |
| Nr.                           | Rytter                        | Placering                     |
| 31                            | Stanisław Aniołkowski (POL)   | 4.                            |
| 32                            | Rémy Mertz (BEL)              | 17.                           |
| 33                            | Kenny Molly (BEL)             | 71.                           |
| 34                            | Arjen Livyns (BEL)            | 85.                           |
| 35                            | Dimitri Peyskens (BEL)        | 73.                           |
| 36                            | Marco Tizza (ITA)             | 89.                           |
| 37                            | Michiel Lambrecht (BEL)       | 60.                           |

| Intermarché-Wanty-Gobert Matériaux IWG | Intermarché-Wanty-Gobert Matériaux IWG | Intermarché-Wanty-Gobert Matériaux IWG |
| -------------------------------------- | -------------------------------------- | -------------------------------------- |
| Nr.                                    | Rytter                                 | Placering                              |
| 41                                     | Alexander Kristoff (NOR)               | 1.                                     |
| 42                                     | Dimitri Claeys (BEL)                   | 81.                                    |
| 43                                     | Andrea Pasqualon (ITA)                 | 66.                                    |
| 44                                     | Barnabás Peák (HUN)                    | 49.                                    |
| 45                                     | Adrien Petit (FRA)                     | 25.                                    |
| 46                                     | Taco van der Hoorn (NED)               | 87.                                    |
| 47                                     | Théo Delacroix (FRA)                   | DNF                                    |

| Movistar Team MOV | Movistar Team MOV           | Movistar Team MOV |
| ----------------- | --------------------------- | ----------------- |
| Nr.               | Rytter                      | Placering         |
| 51                | Imanol Erviti (ESP)         | 47.               |
| 52                | Johan Jacobs (SUI)          | 26.               |
| 53                | Max Kanter (GER)            | 10.               |
| 54                | Oier Lazkano (ESP)          | 109.              |
| 55                | Abner González (PUR)        | 78.               |
| 56                | Vinicius Rangel Costa (BRA) | 27.               |
| 57                | Sergio Samitier (ESP)       | 37.               |

| Cofidis COF | Cofidis COF           | Cofidis COF |
| ----------- | --------------------- | ----------- |
| Nr.         | Rytter                | Placering   |
| 61          | Tom Bohli (SUI)       | 34.         |
| 62          | André Carvalho (POR)  | 77.         |
| 64          | Davide Cimolai (ITA)  | 91.         |
| 65          | Simone Consonni (ITA) | 6.          |
| 66          | José Herrada (ESP)    | 35.         |
| 67          | Jelle Wallays (BEL)   | 32.         |

| TotalEnergies TEN | TotalEnergies TEN        | TotalEnergies TEN |
| ----------------- | ------------------------ | ----------------- |
| Nr.               | Rytter                   | Placering         |
| 71                | Juraj Sagan (SVK)        | 65.               |
| 72                | Niccolò Bonifazio (ITA)  | 11.               |
| 74                | Cristián Rodríguez (ESP) | 59.               |
| 77                | Dries Van Gestel (BEL)   | 77.               |

| Sport Vlaanderen-Baloise SVB | Sport Vlaanderen-Baloise SVB | Sport Vlaanderen-Baloise SVB |
| ---------------------------- | ---------------------------- | ---------------------------- |
| Nr.                          | Rytter                       | Placering                    |
| 81                           | Gilles De Wilde (BEL)        | 112.                         |
| 82                           | Aaron Verwilst (BEL)         | 46.                          |
| 83                           | Jules Hesters (BEL)          | 8.                           |
| 84                           | Vito Braet (BEL)             | DNF                          |
| 85                           | Tuur Dens (BEL)              | 94.                          |
| 86                           | Milan Fretin (BEL)           | 16.                          |
| 87                           | Ruben Apers (BEL)            | 100.                         |

| UAE Team Emirates UAD | UAE Team Emirates UAD      | UAE Team Emirates UAD |
| --------------------- | -------------------------- | --------------------- |
| Nr.                   | Rytter                     | Placering             |
| 91                    | Sebastián Molano (COL)     | 5.                    |
| 92                    | Andrés Camilo Ardila (COL) | 79.                   |
| 93                    | Alessandro Covi (ITA)      | 56.                   |
| 94                    | Vegard Stake Laengen (NOR) | 86.                   |
| 95                    | Brandon McNulty (USA)      | 92.                   |
| 96                    | Matteo Trentin (ITA)       | 24.                   |

| Burgos-BH BBH | Burgos-BH BBH                  | Burgos-BH BBH |
| ------------- | ------------------------------ | ------------- |
| Nr.           | Rytter                         | Placering     |
| 111           | Manuel Peñalver (ESP)          | 98.           |
| 112           | Pelayo Sánchez (ESP)           | DNF           |
| 113           | Jesús Ezquerra (ESP)           | 30.           |
| 114           | Óscar Pelegrí (ESP)            | 14.           |
| 115           | Juan Antonio López-Cózar (ESP) | DNF           |
| 116           | Ángel Madrazo (ESP)            | 42.           |
| 117           | Ander Okamika (ESP)            | 62.           |

| Human Powered Health HPM | Human Powered Health HPM | Human Powered Health HPM |
| ------------------------ | ------------------------ | ------------------------ |
| Nr.                      | Rytter                   | Placering                |
| 121                      | Stephen Bassett (USA)    | 21.                      |
| 122                      | Nathan Brown (USA)       | DNF                      |
| 123                      | Gavin Mannion (USA)      | 83.                      |
| 125                      | Chad Haga (USA)          | 84.                      |
| 126                      | Ben King (USA)           | 90.                      |

| EF Education-EasyPost EFE | EF Education-EasyPost EFE | EF Education-EasyPost EFE |
| ------------------------- | ------------------------- | ------------------------- |
| Nr.                       | Rytter                    | Placering                 |
| 131                       | Marijn van den Berg (NED) | 7.                        |
| 132                       | Ben Healy (IRL)           | 101.                      |
| 133                       | Hideto Nakane (JPN)       | 102.                      |
| 134                       | Sean Quinn (USA)          | 110.                      |
| 135                       | Thomas Scully (NZL)       | 93.                       |
| 136                       | Georg Steinhauser (GER)   | 70.                       |
| 137                       | Julius van den Berg (NED) | 97.                       |

| Equipo Kern Pharma EKP | Equipo Kern Pharma EKP      | Equipo Kern Pharma EKP |
| ---------------------- | --------------------------- | ---------------------- |
| Nr.                    | Rytter                      | Placering              |
| 141                    | Álex Jaime (ESP)            | 23.                    |
| 142                    | Jordi López (ESP)           | 72.                    |
| 143                    | Vojtěch Řepa (CZE)          | 96.                    |
| 144                    | Savva Novikov (RUS)         | 41.                    |
| 145                    | Diego López (ESP)           | 54.                    |
| 146                    | Sergio Araiz (ESP)          | 55.                    |
| 147                    | Eugenio Sánchez López (ESP) | 58.                    |

| Astana Qazaqstan Team AST | Astana Qazaqstan Team AST    | Astana Qazaqstan Team AST |
| ------------------------- | ---------------------------- | ------------------------- |
| Nr.                       | Rytter                       | Placering                 |
| 151                       | Valerio Conti (ITA)          | DNF                       |
| 152                       | Jevgenij Fedorov (KAZ)       | 29.                       |
| 153                       | Dmitrij Gruzdev (KAZ)        | DNF                       |
| 154                       | Jurij Natarov (KAZ)          | 45.                       |
| 155                       | Nurbergen Nurlykhassym (KAZ) | 36.                       |
| 157                       | Davide Martinelli (ITA)      | 12.                       |

| Euskaltel-Euskadi EUS | Euskaltel-Euskadi EUS    | Euskaltel-Euskadi EUS |
| --------------------- | ------------------------ | --------------------- |
| Nr.                   | Rytter                   | Placering             |
| 161                   | Juan José Lobato (ESP)   | 19.                   |
| 162                   | Xabier Azparren (ESP)    | 105.                  |
| 163                   | Antonio Jesús Soto (ESP) | 20.                   |
| 164                   | Txomin Juaristi (ESP)    | 74.                   |
| 165                   | Xabier Isasa (ESP)       | 38.                   |
| 166                   | Iker Ballarin (ESP)      | 63.                   |
| 167                   | Asier Etxeberria (ESP)   | 80.                   |

| Drone Hopper-Androni Giocattoli DRA | Drone Hopper-Androni Giocattoli DRA | Drone Hopper-Androni Giocattoli DRA |
| ----------------------------------- | ----------------------------------- | ----------------------------------- |
| Nr.                                 | Rytter                              | Placering                           |
| 171                                 | Juan Diego Alba (COL)               | 103.                                |
| 172                                 | Jhonatan Restrepo (COL)             | 28.                                 |
| 173                                 | Didier Merchán (COL)                | 108.                                |
| 174                                 | Brandon Rojas Vega (COL)            | 44.                                 |
| 175                                 | Daniel Muñoz (COL)                  | 53.                                 |
| 176                                 | Andrij Ponomar (UKR)                | 40.                                 |
| 177                                 | Ricardo Zurita (ESP)                | 107.                                |

| Eolo-Kometa EOK | Eolo-Kometa EOK         | Eolo-Kometa EOK |
| --------------- | ----------------------- | --------------- |
| Nr.             | Rytter                  | Placering       |
| 181             | Vincenzo Albanese (ITA) | 9.              |
| 182             | Lorenzo Fortunato (ITA) | 64.             |
| 183             | Francesco Gavazzi (ITA) | 51.             |
| 184             | Alejandro Ropero (ESP)  | 106.            |
| 185             | Mirco Maestri (ITA)     | 67.             |
| 186             | Diego Sevilla (ESP)     | 52.             |
| 187             | Daniel Viegas (POR)     | 104.            |

| Arkéa-Samsic ARK | Arkéa-Samsic ARK        | Arkéa-Samsic ARK |
| ---------------- | ----------------------- | ---------------- |
| Nr.              | Rytter                  | Placering        |
| 191              | Nacer Bouhanni (FRA)    | 2.               |
| 192              | Benjamin Declercq (BEL) | 75.              |
| 193              | Kévin Ledanois (FRA)    | DNF              |
| 194              | Donavan Grondin (FRA)   | 57.              |
| 195              | Daniel McLay (GBR)      | 68.              |
| 197              | Markus Pajur (EST)      | 76.              |
| 198              | Alessandro Verre (ITA)  | DNF              |